# Cicones angustissimus
Cicones angustissimus là một loài bọ cánh cứng trong họ Zopheridae. Loài này được Nakane miêu tả khoa học năm 1967.